# Paulin Hountondji
Paulin Hountondji (Abidjan, 11 april 1942 – Cotonou, 2 februari 2024) was een Benins filosoof, hoogleraar en politicus.

## Levensloop
Hountondji studeerde aan de École normale supérieure in Parijs. Hier behaalde hij zijn mastergraad in 1966 en zijn doctoraat in 1970 met een proefschrift over Edmund Husserl. Nadat hij twee jaar les had gegeven in Frankrijk en Congo-Brazzaville ging hij naar de Université Nationale du Bénin in Cotonou.
Tussentijds onderbrak hij zijn academische loopbaan voor een periode in de politiek. Tijdens de militaire dictatuur sinds 1975 was hij een sterk criticus van het regime geweest, en bij het herstel van de democratie begin jaren negentig werd hij enkele jaren minister van onderwijs, cultuur en communicatie (1992–1994).
Na zijn politieke onderbreking keerde hij terug naar de universiteit,  waar hij anno 2005 nog werkt als hoogleraar filosofie en verder werkzaam is voor het Afrikaans Centrum voor Gevorderde Studies in Porto-Novo. Verder richtte hij het Inter-African Council for Philosophy op, waarin hij geregeld Engelstalige en Franstalige filosofen samenbracht.
Hountondji werd filosofisch beïnvloed door zijn leraren in Parijs, Louis Althusser en Jacques Derrida. Verder dankt hij zijn reputatie vooral aan zijn kritische werk met betrekking tot de aard van de Afrikaanse filosofie. Hij richtte zich op de etnofilosofie van schrijvers als Placide Tempels en Alexis Kagame. Later verbreedde hij zijn blik enigszins.
Hountondji overleed op 2 februari 2024 op 81-jarige leeftijd.

## Erkenning
- 1976: Een van Afrika's 100 beste boeken van de 20e eeuw, voor Sur la philosophie africaine
- 1999: Prins Claus Prijs